# Liste des Trésors nationaux du Japon (sculptures)
Pour les articles homonymes, voir Liste des Trésors nationaux du Japon.

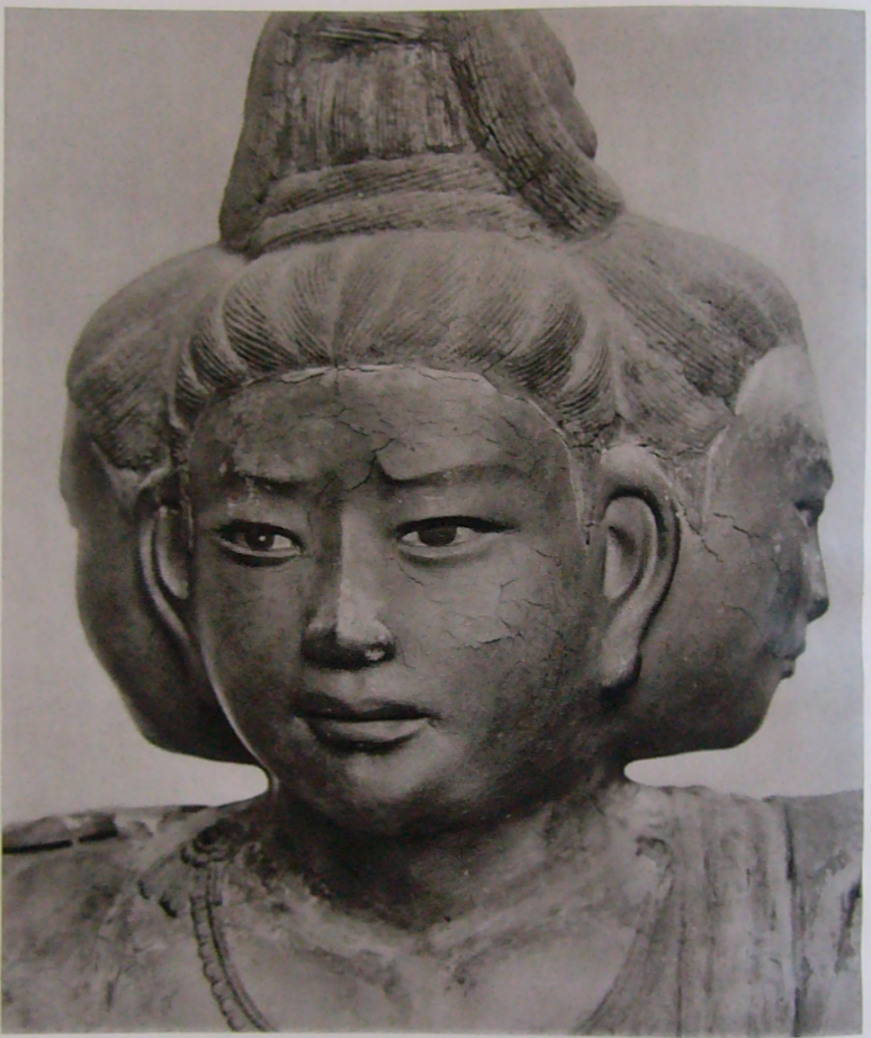
Asura, sculpture classée Trésor national du Japon datant de 734.

L'introduction du bouddhisme au Japon en provenance du royaume coréen de Baekje au milieu du VIe siècle entraîne une renaissance de la sculpture japonaise. Des moines bouddhistes, des artisans et des lettrés s'installent autour de la capitale dans la province de Yamato (actuelle préfecture de Nara) et transmettent leurs techniques aux artisans locaux. Tout naturellement, les premières sculptures japonaises des époques Asuka et Hakuhō montrent de fortes influences de l'art continental et se caractérisent d'abord par des yeux en amande, des lèvres en forme de croissant tournées vers le haut et des plis dans les vêtements disposés symétriquement. L'atelier du sculpteur Tori Busshi, fortement influencé par le style des Wei du nord, produit des œuvres qui illustrent ces caractéristiques. La triade de Shaka Nyorai et le Guze Kannon au Hōryū-ji en sont d'excellents exemples. À la fin du VIIe siècle, le bois remplace le bronze et le cuivre. Au début de la dynastie Tang, un plus grand réalisme s'exprime par des formes plus pleines, des fentes longues et étroites pour les yeux, des traits de visage plus doux, des vêtements fluides et embellis avec des ornements tels que des bracelets et des bijoux. Le Shō Kannon à Yakushi-ji et le Yumechigai Kannon du Hōryū-ji sont deux exemples remarquables de sculptures de cette période,,.
Au cours de l'époque de Nara, 710 à 794, le gouvernement créé et soutient des ateliers appelés zōbussho, le plus important d'entre eux se trouvant dans la capitale Nara au Tōdai-ji, qui produit de la statuaire bouddhique. L'argile, la laque et le bois sont employés en complément du bronze. Stylistiquement, les sculptures sont influencées par le style Tang élevé, montrant une modélisation plus complète du corps, un drapé plus naturel et un plus grand sens du mouvement. Le Grand Bouddha et les Quatre rois célestes du Tōdai-ji, ainsi que les Huit Légions du Kōfuku-ji sont des exemples représentatifs de la sculpture de l'époque de Nara.
Les œuvres du début de l'époque de Heian antérieures au milieu du Xe siècle apparaissent lourdes en comparaison des sculptures de l'époque de Nara, réalisées à partir de blocs de bois unique et caractérisées par des draperies travaillées avec une alternance de ronds et de plis fortement réduits. Du point de vue stylistique, elles s'inspirent des deux styles Tang. Au cours de l'époque de Heian, les zōbussho sont remplacés par des ateliers indépendants ou situés dans des temples, le bois devient le matériau privilégié et un style spécifiquement japonais se fait jour. À la fin du Xe siècle, le style s'est affiné et présente une apparence plus douce et calme, avec des proportions atténuées. Jōchō est le sculpteur le plus important de cette époque et il utilise la technique yosegi dans laquelle plusieurs morceaux de bois sont assemblés pour sculpter une seule figure. Il est l'ancêtre de trois importantes écoles de la statuaire bouddhiste japonaise : les écoles Enpa, Inpa et Keiha. Le Amida Nyorai au Byōdō-in est la seule œuvre de Jōchō qui nous est parvenue,,.
Grâce à l'école Kei, la sculpture japonaise connaît une renaissance pendant l'époque de Kamakura. Partiellement influencée par la dynastie Song de Chine, cette sculpture se caractérise par son réalisme, avec des chignons complexes, des bijoux et des draperies ondulées. Bien que les statues sont principalement faites en bois, le bronze est un matériau également utilisé. Les sculptures de portraits de moines éminents présentées à côté des représentations des divinités bouddhistes font leur apparition.
Le terme « Trésor national » est utilisé au Japon depuis 1897 pour désigner les biens les plus précieux du patrimoine culturel du Japon,
bien que la définition et les critères ont changé depuis la création du terme. Les statues référencées dans cette liste correspondent à la définition actuelle et ont été désignées « trésors nationaux » quand la loi pour la protection des biens culturels est entrée en vigueur le 9 juin 1951. Les pièces sont choisies par le Ministère de l'Éducation, de la Culture, des Sports, des Sciences et de la Technologie sur le fondement de leur « valeur artistique ou historique particulièrement élevée »,. Cette liste présente 126 entrées de sculptures, y compris celles de l'époque classique et du début du Japon féodal, du VIIe siècle (période Asuka) au XIIIe siècle (époque de Kamakura), bien que le nombre de sculptures est plus élevé parce que des groupes de sculptures liées ont parfois été réunis pour former une seule entrée. Les sculptures représentent des divinités bouddhiste et shintō ou des prêtres vénérés en tant que fondateurs de temples. Quelques-unes des sculptures les plus anciennes ont été importées directement de Chine,.

## Statistiques
Différents matériaux ont été utilisés pour les sculptures. Bien que la plupart sont en bois, 11 entrées dans la liste sont des bronze, 11 sont des laques, 7 sont faits d'argile et 1 entrée, les Bouddhas d'Usuki, est une sculpture en pierre. Les sculptures sont typiquement réalisées en bois de hinoki, de pin du Japon, de santal et de camphrier. Les sculptures en bois sont souvent laquées ou recouvertes de feuilles d'or. La statue la plus petite fait environ 10 cm, tandis que les grands Bouddhas de Nara et de Kamakura font environ 13 m et 15 m de haut. Les objets figurant sur la liste sont situés dans des temples bouddhistes, ou dans des musées associés à des temples. Certaines pièces sont situées dans des sanctuaires ainsi que dans des musées profanes,,.
70 des 126 entrées de la liste se trouvent dans la préfecture de Nara qui regroupe ainsi le plus grand nombre de sculptures classées « Trésors nationaux ». Avec les 37 entrées situées dans la préfecture de Kyoto, elles constituent la majeure partie de ces sculptures « Trésors nationaux ». Avec 17 sculptures classées (T.N), Hōryū-ji et Kōfuku-ji sont les lieux les plus richement fournis.

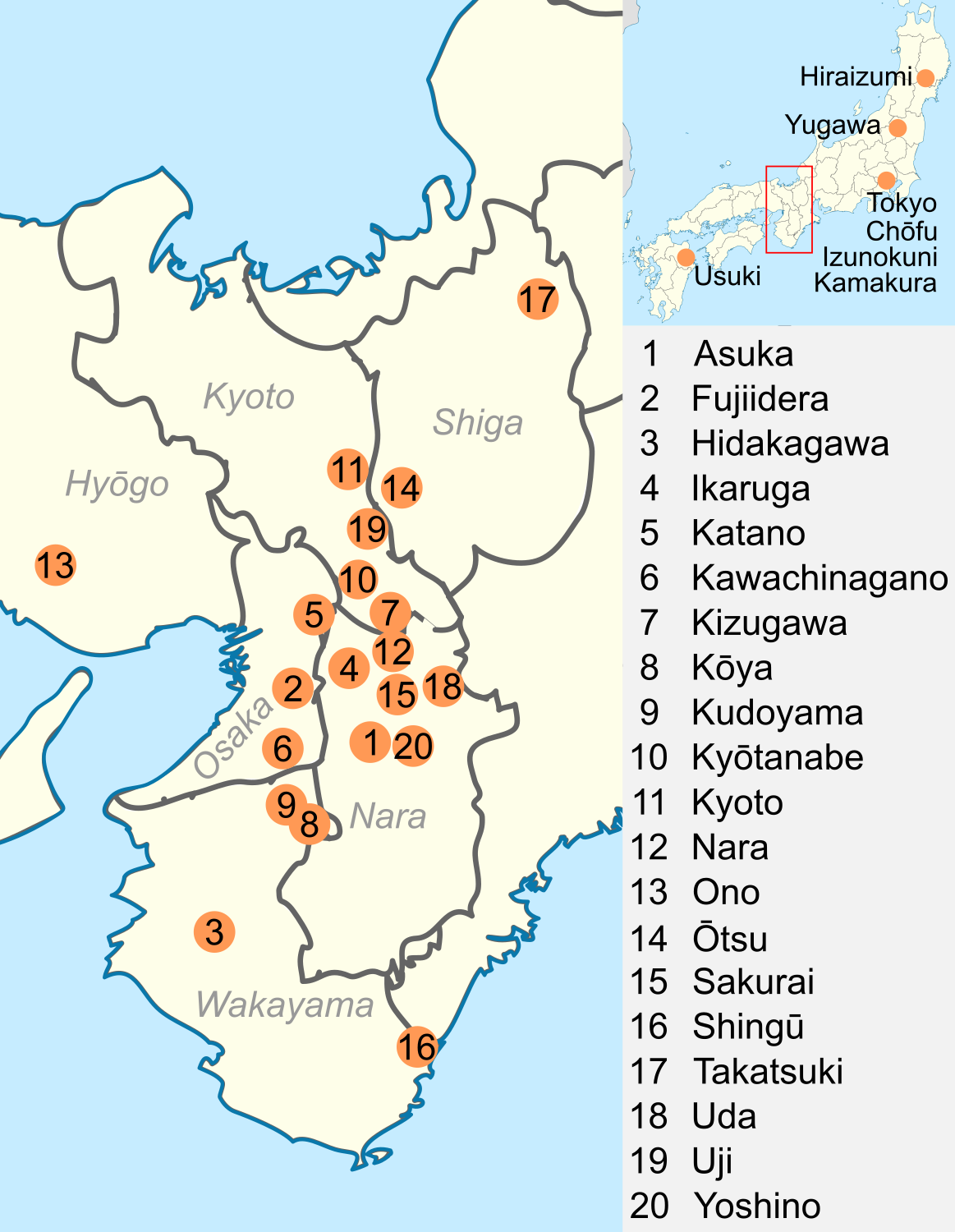
Carte montrant l'emplacement des sculptures classées « Trésors nationaux » au Japon

| Préfecture          | Ville            | Trésors nationaux |
| ------------------- | ---------------- | ----------------- |
| Fukushima           | Yugawa           | 1                 |
| Hyōgo               | Ono              | 1                 |
| Iwate               | Hiraizumi        | 1                 |
| Kanagawa            | Kamakura         | 1                 |
| Préfecture de Kyoto | Kizugawa         | 3                 |
| Préfecture de Kyoto | Kyōtanabe        | 1                 |
| Préfecture de Kyoto | Kyoto            | 30                |
| Préfecture de Kyoto | Uji              | 3                 |
| préfecture de Nara  | Asuka            | 1                 |
| préfecture de Nara  | Ikaruga          | 18                |
| préfecture de Nara  | Nara             | 46                |
| préfecture de Nara  | Sakurai          | 1                 |
| préfecture de Nara  | Uda              | 3                 |
| préfecture de Nara  | Yoshino          | 1                 |
| Ōita                | Usuki            | 1                 |
| Préfecture d'Osaka  | Fujiidera        | 2                 |
| Préfecture d'Osaka  | Katano           | 1                 |
| Préfecture d'Osaka  | Kawachinagano    | 1                 |
| Shiga               | Ōtsu             | 3                 |
| Shiga               | Takatsuki, Shiga | 1                 |
| Tokyo               | Tokyo            | 1                 |
| Wakayama            | Hidakagawa       | 1                 |
| Wakayama            | Kōya             | 2                 |
| Wakayama            | Kudoyama         | 1                 |
| Wakayama            | Shingū           | 1                 |

| Époque             | Trésors nationaux |
| ------------------ | ----------------- |
| Période Asuka      | 14                |
| Dynastie Tang      | 3                 |
| Époque de Nara     | 26                |
| Époque de Heian    | 60                |
| Song du Nord       | 1                 |
| Époque de Kamakura | 23                |

## Usage
- Nom : nom tel qu'enregistré dans la Liste des Trésors nationaux
- Remarques : emplacement odes statues (en groupe, séparément,...) et artiste (si connu)
- Date : époque et année; Le tri des entrées de la colonne se fait par année. Si une période seulement est connue, le tri se fait par l'année de début de cette période.
- Matériau et technique : bois/bronze..., laqué/coloré/...; Le tri des entrées de la colonne choisit le matériau principal (pierre/argile/bois/laque/bronze).
- Pose : Amida Nyorai/Yakushi Nyorai/ debout/assis...; Le tri des entrées de la colonne se fait par le nom de l'image principale ou en tant qu'élément dans le cas d'ensembles de sculptures qui ne relèvent pas de nom d'un groupe commun.
- Hauteur : hauteur en cm; Le tri des entrées de la colonne se fait par la plus grande hauteur si une entrée est un groupe de statues.
- Emplacement actuel : « nom de bâtiment, nom de temple/musée/sanctuaire, nom de ville, nom de préfecture »; Le tri des entrées de la colonne présente selon l'ordre « nom de préfecture, nom de ville, nom de temple, sanctuaire, musée, nom de bâtiment ».
- Image : image de la statue ou de la statue caractéristique dans un groupe de statues.

## Trésors
(cette liste est complète à la date du 14 février 2010)
| Nom | Remarques | Date | Matériau | Pose | Hauteur | Emplacement actuel                                                                                                 | Image |
| --- | --- | --- | --- | --- | --- | --- | --- |
| Statues et dais à l'intérieur du bâtiment d'or (Konjiki-dō) (金色堂堂内諸像及天蓋, konjiki-dō dōnai shozō oyobi tengai). | 32 statues dans les trois autels et un autre Amida Nyorai assis avec des fragments d'un auréole-piédestal en bois. Les trois dais des autels font partie de la nomination. | Époque de Heian, vers 1124–1187                                                                              | Sculpture en blocs de bois d'hinoki jointés pour l'Amida, bois de katsura pour le Jizō et le Nitennō); laque avec gaufrage de feuille d'or | Trois Amida Nyorai assis, trois ensembles d'assistants d'Amida (Kannon et Seishi), trois ensembles de Nitennō, 18 Jizō Bosatsu | 50 × 78 cm | Konjikidō (金色堂), Chūson-ji, Hiraizumi, préfecture d'Iwate                                                       | |
| Yakushi Nyorai et deux assistants (木造薬師如来及両脇侍像, mokuzō yakushi nyorai oyobi ryōkyōjizō),. | | Époque de Heian, c. 806–810                                                                                  | Bois de zelkova, feuille d'or sur laque (漆箔 (shippaku)                                                                                   | Yakushi Nyorai (Bouddha de la guérison) assis entouré de Nikkō Bosatsu et de Gakkō Bosatsu, (bodhisattvas du Soleil et du clair de Lune) | 141,8 cm (Yakushi), 169,4 cm, 173,9 cm | Shōjō-ji, Yugawa, préfecture de Fukushima                                                                          | |
| Fugen Bosatsu Samantabhadra) sur un éléphant (木造普賢菩薩騎象像, mokuzō fugen bosatsu kizōzō),. | | Époque de Heian, première moitié du XIIe siècle                                                              | Bois coloré et découpe de feuille d'or (截金 (kirikane)) sur bois                                                                          | Statue de Fugen Bosatsu assis sur un éléphant | 140 cm (sculpture entière), 55,2 cm (statue) | Musée d'art d'Okura, Tokyo                                                                                         | Vue de trois-quarts d'une divinité, les jambes croisées, assise sur un piédestal avec les mains jointes comme en prière devant le corps. |
| Grand Bouddha (銅造阿弥陀如来坐像, dōzō amida nyoraizō) | Statue extérieure fondue par Hisatomo Tanji et Gorōemon Ohno. Deuxième statue la plus grande de la liste. | Époque de Kamakura, 1252                                                                                     | Bronze, feuille d'or sur laque (漆箔 (shippaku)                                                                                            | Amida Nyorai assis | 13,35 m, 93 t | Kōtoku-in, Kamakura, préfecture de Kanagawa                                                                        | Front view of an outside cross-legged seated statue. The eyes are closed and the hands rest on the lap with palms facing upward. The statue is left-right symmetric, appears green of copper rust and is placed on a stone platform. |
| Déesse de la compassion aux onze visages (木造十一面観音立像, mokuzō jūichimenkannon ryūzō),. | | Époque de Heian, milieu du IXe siècle                                                                        | Bois coloré | Jūichimen Kannon debout | 177,3 cm | Kōgen-ji (向源寺) (Bâtiment Dōgan-ji Kannon (渡岸寺観音堂), Takatsuki, Préfecture de Shiga                         | |
| Shinra Myōjin (木造新羅明神坐像, mokuzō shinra myōjin zazō). | Statue de la divinité gardienne de Mii-dera | Époque de Heian, XIe siècle                                                                                  | Bois coloré et découpe de feuille d'or (截金 (kirikane)) sur bois                                                                          | Shinra Myōjin (新羅明神) assis | 78 cm | Bâtiment Shinra Zenshin (新羅善神堂, shinra zenshindō), Mii-dera, Ōtsu, Préfecture de Shiga                        | |
| Chishō Daishi (Enchin) (木造智証大師坐像, mokuzō chishō daishi zazō) or Okotsu Daishi (御骨大師). | | Époque de Heian, IXe siècle                                                                                  | Bois coloré | Chishō Daishi assis (Enchin) | 86,3 cm | Bâtiment Tō-in Daishi (唐院大師堂, tōin daishidō), Mii-dera, Ōtsu, Préfecture de Shiga                             | |
| Chishō Daishi (Enchin) (木造智証大師坐像, mokuzō chishō daishi zazō) or Chūson Daishi (中尊大師). | | Époque de Heian, Xe siècle                                                                                   | Bois coloré | Chishō Daishi assis (Enchin) | 84,3 cm | Bâtiment Tō-in Daishi (唐院大師堂, tōin daishidō), Mii-dera, Ōtsu, Préfecture de Shiga                             | |
| Shakyamuni (Shaka Nyorai) (銅造釈迦如来坐像, dōzō shaka nyorai zazō),. | | Période Asuka, début du VIIIe siècle                                                                         | Bronze doré | Shakyamuni (Shaka Nyorai) assis | 240,3 cm | Hon-dō de Kaniman-ji (蟹満寺) à Kizugawa, Préfecture de Kyoto                                                      | |
| Déesse de la compassion aux onze visages (木心乾漆十一面観音立像, mokushin kanshitsu jūichimenkannon ryūzō). | | Époque de Nara, seconde moitié du VIIIe siècle                                                               | Laque sèche sur cœur du bois (木心乾漆 (mokushin kanshitsu)), feuille d'or sur laque (漆箔 (shippaku)                                      | Jūichimen Kannon debout | 172,7 cm | Hon-dō de Kannon-ji (観音寺) à Kyōtanabe, Préfecture de Kyoto                                                      | |
| Fūjin et Raijin (木造〈風神／雷神〉像, mokuzō Fūjin-Raijin zō) ou dieu du vent et dieu du tonnerre,. | | Époque de Kamakura, milieu du XIIIe siècle                                                                   | Bois coloré et yeux en cristal | Fūjin et Raijin debout | 111,5 cm (Fūjin) et 100,0 cm (Raijin) | Sanjūsangen-dō, Myōhō-in (妙法院), Kyoto, Préfecture de Kyoto                                                      | Fūjin. Three-quarter view of a statue. His left leg is bend as if climbing stairs et he is carrying a long bag-shaped object which goes from one shoulder to the other around the back of his head. Black and white photograph. · Raijin. Vue de trois-quarts d'une statue. Sa jambe gauche est repliée, comme si elle montait des escaliers et elle se penche en avant. Ses cheveux sont debout et sa main droite est élevée au-dessus de sa tête. Une mince auréole autour de sa tête est ornée d'épais disques circulaires. Photographie noir et blanc. |
| Bonten (木造梵天坐像, mokuzō bonten zazō) et Taishakuten à moitié en position du lotus (帝釈天半跏像, taishakuten hankazō) | | Époque de Heian, 839                                                                                         | Bois coloré (couleur passée) | Bonten assis sur un piédestal de lotus porté par quatre oies et Taishakuten assis sur un éléphant à demi dans la position du lotus | 101,1 cm (Bonten) et 110 cm | Bâtiment de lecture (講堂, kō-dō), Tō-ji, Kyoto, Préfecture de Kyoto                                               | |
| Amida Nyorai et deux assistants assis (木造阿弥陀如来及両脇侍坐像, mokuzō amida nyorai oyobi ryōwakiji zazō). | | Époque de Heian, 1148                                                                                        | Bois, feuille d'or sur laque (漆箔 (shippaku)                                                                                              | Amida Nyorai assis et deux assistants assis (Kannon et Seishi) | Seishi) | Ōjō Gokuraku- dans le bâtiment d'Amida (往生極楽院, ōjō gokurakuin amidadō), Sanzen-in, Kyoto, Préfecture de Kyoto | |
| Amida Nyorai et deux serviteurs assis (木造阿弥陀如来及両脇侍坐像, mokuzō amida nyorai oyobi ryōwakiji zazō). | Ancienne image principale de Seika-ji (棲霞寺) | Époque de Heian, 896                                                                                         | Bois, feuille d'or sur laque (漆箔 (shippaku)                                                                                              | Amida Nyorai assis et deux serviteurs assis (Kannon et Seishi) | 172,2 cm (Amida), 165,7 cm (Kannon) et 168,2 cm (Seishi) | Seiryō-ji, Kyoto, Préfecture de Kyoto                                                                              | |
| Amida Nyorai et deux assistants (木造阿弥陀如来及両脇侍像, mokuzō amida nyorai oyobi ryōwakijizō). | Statue vénérée à l'origine dans le kon-dō | Époque de Heian, 888                                                                                         | Bois, feuille d'or sur laque (漆箔 (shippaku)                                                                                              | Amida Nyorai assis et deux assistants debout, (Kannon et Seishi) | 88,6 cm (Amida), 123,4 cm (Kannon) et 123,3 cm (Seishi) | Bâtiment du Trésor (霊宝館, reihōkan), Ninna-ji, Kyoto, Préfecture de Kyoto                                        | |
| Amida Nyorai (木造阿弥陀如来坐像, mokuzō amida nyorai zazō). | | Époque de Heian, fin du XIe siècle                                                                           | Bois, feuille d'or sur laque (漆箔 (shippaku)                                                                                              | Amida Nyorai assis | 280,0 cm | Bâtiment d'Amida (阿弥陀堂, amidadō), Hōkai-ji (法界寺), Kyoto, Préfecture de Kyoto                                | |
| Amida Nyorai (木造阿弥陀如来坐像, mokuzō amida nyorai zazō). | | Époque de Heian, 840                                                                                         | Bois, feuille d'or sur laque (漆箔 (shippaku)                                                                                              | Amida Nyorai assis | 263,6 cm | Bâtiment de lecture (講堂, kō-dō), Kōryū-ji, Kyoto, Préfecture de Kyoto                                            | |
| Neuf Amida Nyorai (木造阿弥陀如来坐像, mokuzō amida nyorai zazō). | Neuf statues représentants les neuf étapes du nirvāna | Époque de Heian, vers 1100                                                                                   | Bois, feuille d'or sur laque (漆箔 (shippaku)                                                                                              | Un Amida Nyorai central assis entouré de quatre Amida Nyorai assis des deux côtés | 224,2 cm (central), 138,8 × 145,4 cm (autres) | Hon-dō de Jōruri-ji à Kizugawa, Préfecture de Kyoto                                                                | |
| Amida Nyorai (木造阿弥陀如来坐像, mokuzō amida nyorai zazō). | Principale image dans le bâtiment du phénix de Byōdō-in et seule œuvre de Jōchō encore existante | Époque de Heian, 1053                                                                                        | Bois, feuille d'or sur laque (漆箔 (shippaku)                                                                                              | Amida Nyorai assis | 283,9 cm | Bâtiment du phénix (鳳凰堂, hōō-dō), Byōdō-in, Uji, Préfecture de Kyoto                                            | |
| Bosatsu dans les nuages (木造雲中供養菩薩像, mokuzō unchū kuyō bosatsuzō). | Supposée accompagner les croyants partis pour la Terre Pure d'Amida. | Époque de Heian, 1053                                                                                        | Bois, feuille d'or sur laque (漆箔 (shippaku)), coloré, partielle découpe de feuille d'or (截金 (kirikane)) sur bois                       | 52 Bosatsu sur des nuages attaché au murs | 40,0 × 87,0 cm | Bâtiment du phénix (鳳凰堂, hōō-dō), Byōdō-in, Uji, Préfecture de Kyoto                                            | |
| Tobatsu Bishamonten (木造兜跋毘沙門天立像, mokuzō tobatsu bishamonten ryūzō),. | Statue anciennement vénérée dans le bâtiment de Bishamon (毘沙門堂, bishamon-dō) | Dynastie Tang, IXe siècle                                                                                    | Bois, feuille d'or sur laque (漆箔 (shippaku)), coloré, 練物 (nerimono)                                                                    | Bishamonten debout | 189,4 cm | Bâtiment du Trésor (霊宝館, reihōkan), Tō-ji, Kyoto, Préfecture de Kyoto                                           | |
| Cinq grands Kokūzō Bosatsu (Akasagarbha) (木造五大虚空蔵菩薩坐像, mokuzō godai kokūzō bosatsu zazō),. | Cinq Grands Kokūzō Bosatsu presqu'identiques sont vénérés dans la pagode à un étage. | Époque de Heian, IXe siècle                                                                                  | Bois coloré | Cinq Kokūzō Bosatsu (Akasagarbha) assis | 94,2 × 99,1 cm | Tahōtō, Jingo-ji, Kyoto, Préfecture de Kyoto                                                                       | Front view of a statue in lotus position. The palm of the right hand is turned upward and held in front of the stomach. The left hand, close to the right foot, is holding a long pole with decorations at the end resembling a trident. |
| Cinq grands Bosatsu (木造五大菩薩坐像, mokuzō godai bosatsu zazō). | Étant une œuvre ultérieure, le personnage central est exclu de la nomination. | Époque de Heian, 839                                                                                         | Bois | Quatre Bosatsu assis | 96,4 cm | Bâtiment de lecture (講堂, kō-dō), Tō-ji, Kyoto, Préfecture de Kyoto                                               | The central Bosatsu (in back) and one of four Great Bosatsu. Three-quarter view of two cross-legged seated statues (one in front of the other). The statue in the back appears larger and shows the Vajra Mudrā, enclosing the index finger of the left hand with the fist of the right hand. The statue in front has both hands resting on the lap. |
| Cinq rois de clarté (木造五大明王像, mokuzō godai myōōzō),. | | Époque de Heian, 839                                                                                         | Bois coloré | Cinq rois de clarté : Acala assis, Trilokavijaya debout, Kundali et Vajrayaksa, Yamantaka sur le dos d'un taureau | 173,0 cm (Acala), 174,0 cm (Trilokavijaya), 201,0 cm (Kundali), 143,0 cm (Yamantaka), 172,0 cm (Vajrayaksa) | Bâtiment de lecture (講堂, kō-dō), Tō-ji, Kyoto, Préfecture de Kyoto                                               | |
| Kōbō Daishi (Kūkai) (木造弘法大師坐像, mokuzō Kōbō Daishi zazō) | Sculptée par Kōshō (康勝) | Époque de Kamakura, 1233                                                                                     | Bois coloré, yeux en cristal | Kōbō Daishi assis (Kūkai) | 69,0 cm | Bâtiment de Miei (御影堂, mieidō), Tō-ji, Kyoto, Préfecture de Kyoto                                               | |
| Quatre rois célestes (木造四天王立像, mokuzō shitennō ryūzō). | | Fin de l'époque de Heian, IIe et XIIe siècles                                                                | Bois coloré et découpe de feuille d'or (截金 (kirikane)) sur bois                                                                          | Quatre Rois célestes debout | 169,7 cm (Jikoku-ten), 169,7 cm (Zōjō-ten), 168,8 cm (Kōmoku-ten), 167,0 cm (Tamon-ten) | Jōruri-ji, Kizugawa, Préfecture de Kyoto                                                                           | |
| Quatre rois célestes (木造四天王立像, mokuzō shitennō ryūzō). | | Époque de Heian, 839                                                                                         | Bois | Quatre Rois célestes debout | 183,0 cm (Jikoku-ten), 184,2 cm (Zōjō-ten), 171,8 cm (Kōmoku-ten), 197,9 cm (Tamon-ten) | Bâtiment de lecture (講堂, kō-dō), Tō-ji, Kyoto, Préfecture de Kyoto                                               | |
| Shakyamuni (Shaka Nyorai) (木造釈迦如来立像, mokuzō shaka nyorai ryūzō) et objets trouvés dans la statue,. | Copie du Bouddha Udayana perdu par les frères sculpteurs chinois Zhāng Yánjiǎo et Zhāng Yánxí. Apporté de Chine au Japon en 986 par le moine Chōnen (奝然). Comprend un modèle des organes internes fait de soie et autres matériaux, un papier avec le sceau de Chōnen et d'autres objets. Une inscription de réparation date de 1218.                                                                                                | Song du nord, 985                                                                                            | Bois, surface en bois naturel (素地, kiji), découpe de feuille d'or (截金 (kirikane)) sur bois                                             | Shakyamuni (Shaka Nyorai) debout | 160,0 cm | Hon-dō de Seiryō-ji à Kyoto, Préfecture de Kyoto                                                                   | |
| Déesse de la compassion aux onze visages (木造十一面観音立像, mokuzō jūichimenkannon ryūzō) | | Époque de Heian, 951                                                                                         | Bois | Jūichimen Kannon debout | 258,0 cm | Hon-dō de Rokuharamitsu-ji à Kyoto, Préfecture de Kyoto                                                            | |
| Douze Généraux célestes (木造十二神将立像, mokuzō jūni shinshō ryūzō),. | Sculptée par Chōsei (長勢) | Époque de Heian, 1064                                                                                        | Bois coloré | Les douze Généraux célestes debout | 123,0 cm (Kumbhira), 115,1 cm (Andira) | Maison du Trésor (霊宝殿, reihōden), Kōryū-ji, Kyoto, Préfecture de Kyoto                                          | |
| Kannon au mille bras (木造千手観音坐像, mokuzō senjū kannon zazō),. | Principale image du Sanjūsangen-dō. Sculptée par Tankei. | Époque de Kamakura, 1251–1254                                                                                | Bois, feuille d'or sur laque (漆箔 (shippaku)), yeux en cristal                                                                            | Kannon au mille bras assise | 334,8 cm | Sanjūsangen-dō, Myōhō-in (妙法院), Kyoto, Préfecture de Kyoto                                                      | Front view of a cross-legged seated statue with many arms positioned in a circular fashion around the body carrying various objects like bells and staffs. One pair of hands is folded in front of the body in prayer. The statue is positioned on a flower-shaped platform. |
| Kannon au mille bras (木造千手観音立像, mokuzō senjū kannon ryūzō),. | | Époque de Heian, vers 934                                                                                    | Bois coloré (estompée) | Kannon au mille bras debout | 109,7 cm | Hosshō-ji, Kyoto, Préfecture de Kyoto                                                                              | |
| Kannon au mille bras (木造千手観音立像, mokuzō senjū kannon ryūzō),. | | Époque de Heian, avant 873                                                                                   | Bois coloré (estompée) | Kannon au mille bras debout | 266,0 cm | Bâtiment de lecture (講堂, kō-dō), Kōryū-ji, Kyoto, Préfecture de Kyoto                                            | |
| Hachiman sous l'apparence d'un moine assis (木造僧形八幡神坐像, mokuzō sōgyō hachimanjin zazō) et deux déesses (木造女神坐像, mokuzō joshin zazō). | | Époque de Heian, IXe siècle                                                                                  | Bois d'hinoki avec laque sèche (木心乾漆 (mokushin kanshitsu)), peint ou doré                                                              | Hachiman assis et deux déesses assistantes assises | c. 110 cm chacune | Tō-ji, Kyoto, Préfecture de Kyoto                                                                                  | |
| Baldaquin (木造天蓋, mokuzō tengai) | | Époque de Heian, 1053                                                                                        | Bois | n/a | ??? | Bâtiment du phénix (鳳凰堂, hōō-dō), Byōdō-in, Uji, Préfecture de Kyoto                                            | |
| Vingt-huit assistants (木造二十八部衆立像, mokuzō nijūhachi bushū ryūzō),. | | Époque de Kamakura, milieu du XIIIe siècle                                                                   | Bois coloré (couleur passée) et découpe de feuille d'or (截金 (kirikane)) sur bois, yeux en cristal                                        | 28 assistants de Kannon au mille bras (千手観音, senjū kannon) debout. | 153,6 × 169,7 cm | Sanjūsangen-dō, Myōhō-in (妙法院), Kyoto, Préfecture de Kyoto                                                      | Un des vingt-huit assistants. Vue de trois-quarts d'une statue portant un tambour à main en face. Une auréole est visible autour de sa tête. |
| Bishamonten, Kichijōten, Zennishi Dōji (木造毘沙門天及〈吉祥天／善膩師童子〉立像〉, mokuzō bishamonten kichijōten zennishi dōji ryūzō),. | | Époque de Heian, 1127                                                                                        | Bois, surface en bois naturel (素地, kiji)                                                                                                 | Bishamonten accompagné de sa femme Kichijōten et de son fils Zennishi Dōji (tous debout) | 175,7 cm (Bishamonten) | Hon-dō du Kurama-dera (鞍馬寺) à Kyoto, Préfecture de Kyoto                                                        | |
| Fukū Kensaku Kannon (木造不空羂索観音立像, mokuzō fukū kensaku kannon ryūzō). | Statue anciennement vénérée dans le bâtiment de lecture (講堂, kō-dō) | Époque de Heian, vers 800                                                                                    | Bois coloré (couleur passée) | Fukū Kensaku Kannon debout | 313,6 cm | Maison du Trésor (霊宝殿), Kōryū-ji, Kyoto, Préfecture de Kyoto                                                    | Vue de face d'une statue debout avec des robes quatre paires de bras. Chaque paire est presque symétrique gauche-droite. Deux mains sont placées comme dans la prière, les paumes en face l'une de l'autre devant le corps. D'autres paires de bras sont dans des positions diverses tenant des fleurs, un court objet façonné comme une flûte, un collier et de longues perches. Il y a une grande auréole derrière la tête de la statue. |
| Fudō Myōō (Acala) (木造不動明王坐像, mokuzō fudō myōō zazō) et baldaquin (木造天蓋, mokuzō tengai) | | Époque de Heian, seconde moitié du IXe siècle                                                                | Bois | Acala assis et baldaquin | 123,0 cm | Bâtiment de Miei (御影堂, miei-dō), Tō-ji, Kyoto, Préfecture de Kyoto                                              | |
| Bodhisattva à moitié en position du lotus (木造菩薩半跏像, mokuzō bosatsu hankazō) ou Nyoirin Kannon (如意輪観音),. | | Époque de Heian, IXe siècle, ère Jōgan                                                                       | Bois, surface en bois naturel (素地, kiji)                                                                                                 | Nyoirin Kannon à moitié en position du lotus | 88,2 cm | Hon-dō du Gantoku-ji (願徳寺), Kyoto, Préfecture de Kyoto                                                          | |
| Miroku Bosatsu à moitié en position du lotus (木造弥勒菩薩半跏像, mokuzō miroku bosatsu hankazō) ou 宝冠弥勒 (hōkan miroku). | Statue peut-être importée de Corée au Japon. Un des plus anciens items de la liste. | Période Asuka, VIIe siècle                                                                                   | Bois de pin rouge du Japon, feuille d'or sur laque (漆箔 (shippaku)                                                                        | Miroku Bosatsu à moitié dans la position du lotus | 84,2 cm | Maison du Trésor (霊宝殿, reihōden), Kōryū-ji, Kyoto, Préfecture de Kyoto                                          | Vue de trois-quarts d'une statue assise en demi-lotus. Le pied droit repose sur la partie supérieure de la jambe gauche, le coude droit repose sur le genou droit avec la main droite près de la tête dans la pose de contemplation. |
| Miroku Bosatsu à moitié dans la position du lotus (木造弥勒菩薩半跏像, mokuzō miroku bosatsu hankazō) ou Miroku qui pleure (泣き弥勒, naki miroku). | Statue peut-être réalisée au Japon | Période Asuka, vers 700                                                                                      | Bois de camphrier, feuille d'or sur laque (漆箔 (shippaku)                                                                                 | Miroku Bosatsu à moitié dans la position du lotus | 66,4 cm | Maison du Trésor (霊宝殿, reihōden), Kōryū-ji, Kyoto, Préfecture de Kyoto                                          | |
| Yakushi Nyorai et deux assistants (木造薬師如来及両脇侍像, mokuzō yakushi nyorai oyobi ryōkyōjizō), | Statue anciennement vénérée dans le bâtiment de Yakushi (薬師堂) | Époque de Heian, 913                                                                                         | Bois d'hinoki, feuille d'or sur laque (漆箔 (shippaku)                                                                                     | Yakushi Nyorai (Bouddha de la guérison) assis et deux assistants debout : Nikkō Bosatsu et Gakkō Bosatsu (bodhisattvas du Soleil et du clair de Lune) | 176,5 cm (Yakushi) | Maison du Trésor (霊宝館, reihōkan), Daigo-ji, Kyoto, Préfecture de Kyoto                                          | |
| Yakushi Nyorai (木造薬師如来坐像, mokuzō yakushi nyorai zazō),. | Sculptée par Ensei (円勢) et Chōen (長円). Auréole avec les Sept Bouddhas de la guérison (七仏薬師, shichibutsu yakushi), Nikkō Bosatsu et Gakkō Bosatsu. Piédestal avec les douze Généraux célestes (十二神将, jūni shinshō) | Époque de Heian, 1103                                                                                        | Bois de santal, surface en bois naturel (素地, kiji), découpe de feuille d'or (截金 (kirikane)) sur bois                                   | Yakushi Nyorai assis | 10,7 cm | 霊明殿 (Reimeiden), Ninna-ji, Kyoto, Préfecture de Kyoto                                                           | |
| Yakushi Nyorai (木造薬師如来立像, mokuzō yakushi nyorai ryūzō). | Principale image de Jingan-ji (神願寺), le temple précédant le Jingo-ji | Époque de Heian, fin du VIIIe siècle                                                                         | Bois, surface en bois naturel (素地, kiji)                                                                                                 | Yakushi Nyorai debout | 169,7 cm | Kon-dō, Jingo-ji, Kyoto, Préfecture de Kyoto                                                                       | |
| Kannon au mille bras (乾漆千手観音坐像, kanshitsu senjū kannon zazō). | Au total, la statue compte 1041 bras : 2 bras principaux avec les paumes des mains en face l'une de l'autre devant la statue, 38 grands bras et 1001 petits bras qui s'étendent depuis l'arrière du corps. | Époque de Nara, milieu du VIIIe siècle                                                                       | Laque sèche (乾漆, kanshitsu), feuille d'or sur laque (漆箔, shippaku)                                                                     | Kannon au mille bras assis | 131,3 cm | Hon-dō de Fujii-dera (葛井寺) à Fujiidera, Préfecture d'Osaka                                                      | |
| Déesse de la compassion aux onze visages (木造十一面観音立像, mokuzō jūichimenkannon ryūzō). | | Époque de Heian, début du IXe siècle                                                                         | Bois, surface en bois naturel (素地, kiji)                                                                                                 | Jūichimen Kannon debout | 99,4 cm | Hon-dō de Dōmyō-ji (道明寺) à Fujiidera, Préfecture d'Osaka                                                        | Portrait d'une statue en vue de trois quarts avec un visage plein et le lobe des oreilles allongé. Des petits visages sont situés sur le dessus de sa tête. |
| Nyoirin Kannon (木造如意輪観音坐像, mokuzō nyoirin kannon zazō). | Une des trois images chef-d’œuvre de Nyoirin Kannon appelé San Nyoirin (三如意輪). | Époque de Heian, vers 840                                                                                    | Bois coloré | Nyoirin Kannon assis avec un genou relevé | 108,8 cm | Kon-dō, Kanshin-ji, Kawachinagano, Préfecture d'Osaka                                                              | Three-quarter view of a seated statue with six arms. The left leg is bend, touching the ground along its whole length. The right leg is also bend, but with the knee up. The right foot is above the left foot. One of the right hands is touching the right ear, another is lifting a jewel-shaped object in front of the breast. One of the left hands carries a flower, another a small wheel-shaped object. |
| Yakushi Nyorai (木造薬師如来坐像, mokuzō yakushi nyorai zazō). | | Époque de Heian, vers 900                                                                                    | Bois, surface en bois naturel (素地, kiji)                                                                                                 | Yakushi Nyorai assis | 92,9 cm | Hon-dō du Shishikutsu-ji (獅子窟寺), Katano, Préfecture d'Osaka                                                    | |
| Amida Nyorai et deux assistants debout (木造阿弥陀如来及両脇侍立像, mokuzō amida nyorai oyobi ryōwakiji ryūzō). | Le noyau de bois des statues est recouvert de laque sur laquelle une feuille d'or a été pressée. | Époque de Kamakura, 1195                                                                                     | Bois, feuille d'or sur laque (漆箔 (shippaku)                                                                                              | Amida Nyorai debout et deux assistants debout | 530,0 cm (Amida), 371,0 cm (chaque assistant) | Hon-dō (bâtiment d'Amida (阿弥陀堂) ou 浄土堂 (Jōdo-dō)), Jōdo-ji, Ono, Préfecture de Hyōgo                        | Vue de face de trois statues anciennes couvertes en or. La statue centrale est d'environ deux têtes de plus que les deux statues d'accompagnement. Elle a la main droite vers le bas avec la paume vers le spectateur et la paume de la main gauche tournée vers le haut avec le pouce qui touche le doigt du milieu. Les trois statues ont une auréoles derrière la tête avec des rayons émanant. |
| Bonten (乾漆梵天立像, kanshitsu bonten ryūzō) et Taishakuten (乾漆帝釈天立像, kanshitsu taishakuten ryūzō),. | | Époque de Nara, VIIIe siècle                                                                                 | Laque sèche creuse (脱活乾漆造, dakkatsu kanshitsu zukuri), coloré                                                                         | Bonten debout et Taishakuten debout | 403,0 cm (Bonten), 378,8 cm (Taishakuten) | 法華堂 (Hokke-dō), Tōdai-ji, Nara, préfecture de Nara                                                              | |
| Ganjin (Jianzhen) (prêtre) (乾漆鑑真和上坐像, kanshitsu ganjin wajō zazō) | | Époque de Nara, VIIIe siècle                                                                                 | Laque sèche creuse (脱活乾漆造, dakkatsu kanshitsu zukuri), coloré                                                                         | Ganjin assis | 80,1 cm | Bâtiment des fondateurs (開山堂, kaisan-dō), Tōshōdai-ji, Nara, préfecture de Nara                                 | |
| Kongōrikishi (Niō) (乾漆金剛力士立像, kanshitsu kongōrikishi ryūzō). | Niō en armure. Il existe une autre paire de Kongōrikishi (Trésor national) au Nandaimon (南大門) du Tōdai-ji. | Époque de Nara, VIIIe siècle                                                                                 | Laque sèche creuse (脱活乾漆造, dakkatsu kanshitsu zukuri), coloré, feuille d'or sur laque (漆箔 (shippaku)                                | Paire de Niō debout: Agyō (阿形) et Ungyō (吽形) | 326,3 cm (Agyō) et 306,0 cm (Ungyō) | 法華堂 (Hokke-dō), Tōdai-ji, Nara, préfecture de Nara                                                              | |
| Gyōshin (prêtre) (乾漆行信僧都坐像, kanshitsu gyōshin sōzu zazō) | Statue du fondateur du bâtiment des rêves (夢殿, yumedono) | Époque de Nara, seconde moitié du VIIIe siècle                                                               | Laque sèche (乾漆, kanshitsu) | Gyōshin assis | 89,7 cm | Bâtiment des rêves (夢殿, yumedono), Hōryū-ji, Ikaruga, préfecture de Nara                                         | |
| Quatre rois célestes (乾漆四天王立像, kanshitsu shitennō ryūzō). | | Époque de Nara, VIIIe siècle                                                                                 | Laque sèche creuse (脱活乾漆造, dakkatsu kanshitsu zukuri), coloré                                                                         | Quatre Rois célestes debout | 308,5 cm (Jikoku-ten), 300,0 cm (Zōjō-ten), 315,1 cm (Kōmoku-ten), 312,1 cm (Tamon-ten) | 法華堂 (Hokke-dō), Tōdai-ji, Nara, préfecture de Nara                                                              | |
| Les dix principaux disciples (乾漆十大弟子立像, kanshitsu jū daideshi ryūzō). | Quatre statues du groupe de dix sont perdues. Statue vénérée à l'origine dans le bâtiment d'or de l'ouest (西金堂) où est copnservée la principale image de Shaka Nyorai | Époque de Nara, 734                                                                                          | Laque sèche creuse (脱活乾漆造, dakkatsu kanshitsu zukuri), coloré                                                                         | Six des dix principaux disciples debout : Punna, Mokuren, Sharihotsu, Kasennen, Ragora, Shubodai | 148,8 cm (Furuna), 149,1 cm (Mokuren), 154,8 cm (Sharihotsu), 146,0 cm (Kasennen), 148,8 cm (Ragora), 147,6 cm (Shubodai)                                                                                            | Kōfuku-ji, Nara, préfecture de Nara                                                                                | |
| Les huit légions (乾漆八部衆立像（内一躯下半身欠失）, kanshitsu hachibushū ryūzō). | D'une figure, Gobujō, ne subsiste que la partie supérieure du corps. L'Ashura de ce groupe fait partie des plus célèbres statues du Japon. | Époque de Nara, 734                                                                                          | Laque sèche creuse (脱活乾漆造, dakkatsu kanshitsu zukuri), coloré                                                                         | Les huit légions debout : Ashura, Gobujō (五部浄), Kinnara, Sakara/Shakara (沙羯羅), Hibakara (畢婆迦羅), Kubanda (鳩槃荼), Kendatsuba, Garuda | 153,0 cm (Ashura), 48,8 cm (fragments de Gobujō), 149,1 cm (Kinnara), 153,6 cm (Shakara), 156,0 cm (Hibakara), 151,2 cm (Kubanda), 160,3 cm (Kendatsuba), 149,7 cm (Garuda)                                          | Kōfuku-ji, Nara, préfecture de Nara                                                                                | Front view of a standing statue with six arms and three faces. One pair of hands is joined in front of the body with the palms facing each other as if praying. A second set of arms is bend to the sides with the palms of the hands pointing upwards. Also the third pair of arms is bend somewhere between the positions of the other pairs of arms. The three faces point to the fron and both sides of the statue. The statue is embellished with sculpted and painted wide three-quarter length trousers and sandals.                                |
| Fukū Kensaku Kannon (乾漆不空羂索観音立像, kanshitsu fukū kensaku kannon ryūzō). | | Époque de Nara, VIIIe siècle                                                                                 | Laque sèche creuse (脱活乾漆造, dakkatsu kanshitsu zukuri),feuille d'or sur laque (漆箔 (shippaku)                                         | Fukū Kensaku Kannon debout | 362,1 cm | 法華堂 (Hokke-dō), Tōdai-ji, Nara, préfecture de Nara                                                              | Portrait of a deity with elongated earlobes, a crown with a small figure and emanating rays. |
| Yakushi Nyorai (乾漆薬師如来坐像, kanshitsu yakushi nyorai zazō). | Principale image du bâtiment octogonal ouest (西円堂,, saien-dō). Un des trois Trésors nationaux Yakushi Nyorai au Hōryū-ji. Les autres se trouvent dans le kon-dō et dans le grand bâtiment de lecture (大講堂,, daikō-dō). | Époque de Nara, VIIIe siècle                                                                                 | Laque sèche creuse (脱活乾漆造, dakkatsu kanshitsu zukuri), feuille d'or sur laque (漆箔 (shippaku)                                        | Yakushi Nyorai assis (Bouddha de la guérison) | 244,5 cm | Bâtiment octogonal ouest (西円堂,, saien-dō), Hōryū-ji, Ikaruga, préfecture de Nara                                | |
| Rushana Bouddha (乾漆盧舎那仏坐像, rushanabutsu zazō). | | Époque de Nara, VIIIe siècle                                                                                 | Laque sèche creuse (脱活乾漆造, dakkatsu kanshitsu zukuri), feuille d'or sur laque (漆箔 (shippaku)                                        | Rushana Bouddha assis | 304,5 cm | Kon-dō de Tōshōdai-ji à Nara, préfecture de Nara                                                                   | |
| Nikkō Bosatsu (塑造日光仏立像, sozō nikkō butsu ryūzō) et Gakkō Bosatsu (塑造月光仏立像, sozō gakkō butsu ryūzō). | | Époque de Nara, VIIIe siècle                                                                                 | Argile colorée, découpe de feuille d'or (截金 (kirikane)) sur argile                                                                       | Nikkō Bosatsu debout et Gakkō Bosatsu (bodhisattvas du Soleil et du clair de Lune) | 206,3 cm (Nikkō), 206,8 cm (Gakkō) | 法華堂 (Hokke-dō), Tōdai-ji, Nara, préfecture de Nara                                                              | |
| Quatre rois célestes (塑造四天王立像, sozō shitennō ryūzō). | | Époque de Nara, VIIIe siècle                                                                                 | Argile colorée | Quatre Rois célestes debout | 160,6 cm (Jikoku-ten), 165,4 cm (Zōjō-ten), 162,7 cm (Kōmoku-ten), 164,5 cm (Tamon-ten) | Bâtiment de Kaidan (戒壇堂, kaidan-dō), Tōdai-ji, Nara, préfecture de Nara                                         | Tamonten, un des Quatre Rois célestes in the Kaidan Hall. Portrait of a statue in front view. The right arm is raised, the hair sculpted with a top knot and the breast with armour. Narrow slit eyes and a facial expression as if frowning. |
| Shukongōshin (塑造執金剛神立像, sozō shukongōshin ryūzō),. | Citée dans le Nihon Ryōiki comme étant la statue qui a aidé le prêtre Rōben | Époque de Nara, milieu du VIIIe siècle                                                                       | Argile colorée | Shukongōshin debout | 173,9 cm | 法華堂 (Hokke-dō), Tōdai-ji, Nara, préfecture de Nara                                                              | Frontal view of a fierce looking statue dressed in armour and wielding a stick-like object in his right hand. |
| Douze Généraux célestes (塑造十二神将立像, sozō jūni shinshō ryūzō),. | Les statues sont disposées dans un cercle entourant Yakushi Nyorai. Plus ancienne statue existante des douze généraux célestes. Une statue, Haira (波夷羅), datée de 1931 est exclue de la nomination. Chacune des têtes des douze statues est ornée de l'un des douze animaux du zodiaque. | Époque de Nara, 729–749                                                                                      | Argile colorée | Onze des Douze Généraux célestes debout : Bazara (伐折羅), Anira (頞儞羅), Bigyara (毘羯羅), Makora (摩虎羅), Kubira (宮毘羅), Shōtora (招杜羅), Shintara (真達羅), Santera (珊底羅), Meikira (迷企羅), Antera (安底羅), Indara (因達羅)                                                        | 162,9 cm (Bazara), 154,2 cm (Anira), 162,1 cm (Bigyara), 170,1 cm (Makora), 165,1 cm (Kubira), 167,6 cm (Shōtora), 165,5 cm (Shintara), 161,8 cm (Santera), 159,5 cm (Meikira), 153,6 cm (Antera), 155,2 cm (Indara) | Hon-dō de Shin-Yakushi-ji à Nara, préfecture de Nara                                                               | |
| Quatre scènes sculptées dans la pagode (塑造塔本四面具, sozō tōhon shimengu),. | Quatre groupes dans les directions cardinales représentant des scènes de la vie de Bouddha | Époque de Nara, 711                                                                                          | Argile colorée, feuille d'or sur laque (漆箔 (shippaku)                                                                                    | Ensemble de 78 statues et deux autres objets : Miroku Bosatsu appuyé contre un éléphant (S); Yuimakoji assis, Monju Bosatsu assis et 14 serviteurs (E); Dying Buddha (涅槃釈迦, nehan shaka) (Shaka Nyorai) et 31 assistants (N); cercueil en or, reliquaire et 29 assistants (W)               | 81,0 cm (Miroku Bosatsu), 98,0 cm (Shaka Nyorai), 45,2 cm (Yuimakoji), 52,4 cm (Monju Bosatsu), 25,6 cm (cercueil en or), 37,3 cm (reliquaire)                                                                       | Pagode à quatre étages (五重塔, gojūnotō), Hōryū-ji, Ikaruga, préfecture de Nara                                   | |
| Dōsen (prêtre) (塑造道詮律師坐像, sozō dōsen risshi zazō) | | Époque de Heian, vers 873                                                                                    | Argile colorée | Dōsen assis | 88,2 cm | Bâtiment des rêves (夢殿, yumedono) du Hōryū-ji, Ikaruga, préfecture de Nara                                       | |
| Miroku Bosatsu (塑造弥勒仏坐像, sozō miroku butsu zazō),. | Plus ancienne statue de Miroku Bosatsu encore existante au Japon | Période Asuka, seconde moitié du VIIe siècle                                                                 | Argile, feuille d'or sur laque (漆箔 (shippaku)                                                                                            | Miroku Bosatsu assis | 219,7 cm | Kon-dō de Taima-dera à Nara, préfecture de Nara                                                                    | |
| Amida Nyorai et deux assistants (銅造阿弥陀如来及両脇侍像, dōzō amida nyorai oyobi ryōwakijizō) et un sanctuaire miniature (木造厨子, mokuzō zushi),. | Image bouddhiste pour le culte personnel quotidien (念持仏 (nenjibutsu)), consacrée par dame Tachibana (橘夫人, tachibana fujin) | Période Asuka, fin du VIIe siècle                                                                            | Bronze doré, yuga (油画) peinture à l'huile sur bois pour le sanctuaire                                                                    | Amida Nyorai assis et deux assistants debout (Kannon et Seishi) | 33,3 cm (Amida), 27,0 cm (chaque assistant) | Maison du Trésor (大宝蔵殿, daihōzōden), Hōryū-ji, Ikaruga, préfecture de Nara                                     | |
| Kannon (銅造観音菩薩立像, dōzō kannon bosatsu ryūzō) ou Shō Kannon (聖観音),. | La statue reflète l'influence de la sculpture indienne de la période Gupta | Période Asuka, début du VIIIe siècle                                                                         | Bronze doré | Kannon debout | 188,9 cm | Tōin-dō (東院堂), Yakushi-ji, Nara, préfecture de Nara                                                             | |
| Kannon (銅造観音菩薩立像, dōzō kannon bosatsu ryūzō) ou 夢違観音 (Yumechigai Kannon),. | Son nom commun vient de la conviction que la statue peut changer les mauvais rêves en bons rêves. Anciennement, principale statue de 東院絵殿 (Tōin eden). Une des quatre statues de Kannon Bosatsu debout classées Trésor national au Hōryū-ji. deux autres se trouvent aussi dans la Grande galerie du Trésor (大宝蔵院, daihōzō-in), tandis que le troisième Kannon Bosatsu est vénéré dans le bâtiment des rêves (夢殿, yumedono). | Période Asuka, vers 700                                                                                      | Bronze doré | Kannon debout | 87,0 cm | Galerie du Grand Trésor (大宝蔵院, daihōzō-in), Hōryū-ji, Ikaruga, préfecture de Nara                              | Vue de face d'une statue sur un piédestal avec la main gauche levée à hauteur de poitrine. La main gauche porte un petit objet en forme de vase ou de pot. |
| Shakyamuni (Shaka Nyorai) et deux assistants (銅造釈迦如来及両脇侍像, dōzō shaka nyorai oyobi ryōwakijizō),. | Sculptée par Tori Busshi. Un des pièces les plus précieuses du début de la sculpture en bronze japonaise. Elle aurait été modelée d'après le prince Shōtoku. | Période Asuka, 623                                                                                           | Bronze doré | Shaka Nyorai assis et deux assistants assis | 86,4 cm (Shaka), 90,7 cm (gauche att.), 92,4 cm (droite att.) | Kon-dō de Hōryū-ji à Ikaruga, préfecture de Nara                                                                   | Vue de face d'un personnage central assis les jambes croisées sur une plate-forme surélevée et flanqué de deux petites statues debout. Le personnage central a la paume de sa main droite tournée vers l'avant. Les serviteurs paraissent identiques pointant vers le haut avec leur main droite et leur main gauche levé à mi-chemin de toucher le pouce avec le doigt du milieu. Chacune des trois statues porte une auréole. |
| Naissance de Shaka (銅造誕生釈迦仏立像, dōzō tanjō shaka butsu ryūzō) et bassin d'ablution (銅造灌仏盤, dōzō kanbutsuban),. | | Époque de Nara, seconde moitié du VIIIe siècle                                                               | Bronze doré | Shaka à la naissance, debout dans un bassin d'ablution | 47,5 cm (Shaka), diamètre de la coupe : 89,4 cm | 公慶堂 (Kōkei-dō), Tōdai-ji, Nara, préfecture de Nara                                                              | |
| Tête de Bouddha (Buttō) (銅造仏頭, ｄōzō buttō). | Ancienne image principale dans le bâtiment de lecture (講堂, kō-dō) de Yamada-dera (山田寺) | Période Asuka, 668                                                                                           | Bronze doré | Buttō | 98,3 cm | Maison du Trésor national (国宝館, kokuhōkan), Kōfuku-ji, Nara, préfecture de Nara                                 | A Buddha head in three-quarter view with elongated earlobe, thick lips, narrow slit eyes and broad nose. |
| Yakushi Nyorai et deux serviteurs (銅造薬師如来及両脇侍像, dōzō yakushi nyorai oyobi ryōkyōjizō),. | Yakushi Nyorai est placé sur un piédestal de 150 cm de hauteur combinant des éléments de différentes cultures du monde : vigne (Grèce), motif de fleur de lotus (Moyen-Orient), barbares accroupis (Inde), dragon, tigre et tortue (Chine). Exceptionnellement, le Yakushi ne porte pas de pot médicinal dans sa main. | Époque de Nara, vers 718                                                                                     | Bronze doré | Yakushi Nyorai (Bouddha de la guérison) assis et deux assistants debout : Nikkō Bosatsu et Gakkō Bosatsu (bodhisattvas du Soleil et de clair de Lune) | 254,7 cm (Yakushi), 317,3 cm (Nikkō), 315,3 cm (Gakkō) | Kon-dō de Yakushi-ji à Nara, préfecture de Nara                                                                    | Three-quarter view of a central cross-legged seated statue on a pedestal flanked by two standing statues of almost the same size. The central figure has the palm of his right hand facing forward and that of the left hand upwards with the left hand resting on his knee. The flanking statues show a similar pose with their right hand while their left arm is hanging down. All three statues have halos in their back which are decorated with small cross-legged seated statues.                                                                   |
| Yakushi Nyorai (銅造薬師如来坐像, dōzō yakushi nyorai zazō). | Un des trois Yakushi Nyorai Trésor national au Hōryū-ji. Les autres se trouvent dans le bâtiment octogonal ouest (西円堂,, saien-dō) et dans le grand bâtiment de lecture (大講堂,, daikō-dō). | Période Asuka, 607                                                                                           | Bronze doré | Yakushi Nyorai assis | 63,0 cm | Kon-dō de Hōryū-ji à Ikaruga, préfecture de Nara                                                                   | |
| Rushana Bouddha (銅造盧舎那仏坐像, dōzō rushanabutsu zazō) ou Grand Bouddha de Nara,. | Il s'agit de la plus grande statue de cette liste et de la plus grande statue en bronze doré dans le monde. Le bâtiment principal du Tōdai-ji dans lequel elle se trouve, est la plus grande structure en bois du monde. | Époque de Nara, 752. La tête est une refonte de l'époque d'Edo, les mains datent de l'époque Azuchi Momoyama | Bronze doré | Rushana Bouddha assis | 14.868m | Kon-dō du Tōdai-ji à Nara, préfecture de Nara                                                                      | Vue de trois-quarts et vue du sol d'une statue assise. La paume de sa main droite est tournée vers l'avant. Les plis de ses vêtements sont profondément sculptés. Derrière la tête de la sculpture il y a une auréole décorée avec des statues assises. photo en couleur. |
| Douze Généraux célestes (板彫十二神将立像, itabori jūni shinshō ryūzō). | | Époque de Heian, XIe siècle                                                                                  | Tablettes en bois, sculpture en relief (板彫, itabori), coloré, découpe de feuille d'or (截金 (kirikane)) sur bois                         | Les douze Généraux célestes debout | 87,9 × 100,3 cm | Maison du Trésor national (国宝館, kokuhōkan), Kōfuku-ji, Nara, préfecture de Nara                                 | |
| Gien (prêtre) (木心乾漆義淵僧正坐像, mokushin kanshitsu gien sōjō zazō) | Gien est le fondateur du temple Oka-dera d'Asuka. | Époque de Nara, VIIIe siècle                                                                                 | Noyau du bois couvert de laque sèche (木心乾漆, mokushin kanshitsu), coloré                                                                | Gien (prêtre) assis | 93,0 cm | Oka-dera (岡寺), Asuka, préfecture de Nara                                                                         | Vue de face d'une statue assise les jambes croisées avec de longs lobes d'oreilles. Ses mains reposent sur les genoux avec les paumes retournées. |
| Quatre rois célestes (木心乾漆四天王立像, mokushin kanshitsu shitennō ryūzō). | | Époque de Nara, 791                                                                                          | Noyau du bois couvert de laque sèche (木心乾漆, mokushin kanshitsu), coloré                                                                | Quatre Rois célestes debout | 138,2 cm (Jikoku-ten), 136,0 cm (Zōjō-ten), 139,1 cm (Kōmoku-ten), 134,5 cm (Tamon-ten) | Bâtiment octogonal nord (北円堂, hokuen-dō), Kōfuku-ji, Nara, préfecture de Nara                                   | |
| Déesse de la compassion aux onze visages (木心乾漆十一面観音立像, mokushin kanshitsu jūichimenkannon ryūzō). | | Époque de Nara, seconde moitié du VIIIe siècle                                                               | Noyau du bois couvert de laque sèche (木心乾漆, mokushin kanshitsu), feuille d'or sur laque (漆箔 (shippaku)                               | Jūichimen Kannon debout | 209,1 cm | 大悲殿 (Daibiden), Shōrin-ji (聖林寺), Sakurai, préfecture de Nara                                                 | |
| Kannon au mille bras (木心乾漆千手観音立像, mokushin kanshitsu senjū kannon ryūzō),. | | Époque de Nara, seconde moitié du VIIIe siècle                                                               | Noyau du bois couvert de laque sèche (木心乾漆, mokushin kanshitsu), feuille d'or sur laque (漆箔 (shippaku)                               | Kannon au mille bras debout | 535,7 cm | Kon-dō de Tōshōdai-ji à Nara, préfecture de Nara                                                                   | |
| Yakushi Nyorai (木心乾漆薬師如来立像, mokushin kanshitsu yakushi nyorai ryūzō),. | | Époque de Heian, 796–815                                                                                     | Noyau du bois couvert de laque sèche (木心乾漆, mokushin kanshitsu), feuille d'or sur laque (漆箔 (shippaku)                               | Yakushi Nyorai debout | 369,7 cm | Kon-dō de Tōshōdai-ji, Nara, préfecture de Nara                                                                    | |
| Hachiman sous les traits d'un moine bouddhiste (木造僧形八幡神坐像, mokuzō sōgyō hachimanjin zazō), l'impératrice Jingū (木造神功皇后坐像, mokuzō jingūkōgō zazō), Nakatsuhime (木造仲津姫命坐像, mokuzō nakatsuhime)                                              | Plus anciennes statues du genre au Japon | Époque de Heian, 889–898                                                                                     | Bois coloré | Hachiman, l'impératrice Jingū et Nakatsuhime assis | 38,8 cm (Hachiman), 33,9 cm (Jingū), 36,8 cm (Nakatsuhime) | Chinju Hachimangu (鎮守八幡宮), Yakushi-ji, Nara, préfecture de Nara                                               | |
| Tentōki (木造天燈鬼立像, mokuzō tentōki ryūzō) et Ryūtōki (木造竜燈鬼立像, mokuzō ryūtōki ryūzō). | Tentōki est attribué à Kōben (康弁), Ryūtoki est de la main de Kōben. Tentōki est une créature unique au Japon et Ryūtōki porte une lanterne en offrande au Bouddha historique. | Époque de Kamakura, 1216                                                                                     | Bois coloré, yeux en cristal | Tentōki debout (lanterne portée sur l'épaule, tenue par la main) et Ryūtōki (lanterne sur la tête) | 77,9 cm (Tentōki), 77,3 cm (Ryūtōki) | Kōfuku-ji, Nara, préfecture de Nara                                                                                | Tentōki. Vue de face d'une statue trapue avec un visage de démon. Elle porte une lanterne sur l'épaule gauche qu'elle soutient de sa main gauche. Photographie noir et blanc. · Ryūtōki. Vue de face d'une statue trapue avec un visage de démon. Il porte la lanterne en équilibre sur la tête. Il tient son poignet droit avec la main gauche. Photographie noir et blanc. |
| Muchaku (木造無著菩薩立像, mokuzō muchaku bosatsu ryūzō) et Seshin (木造世親菩薩立像, mokuzō seshin bosatsu ryūzō),. | Sculptée par Unkei | Époque de Kamakura, 1208                                                                                     | Bois coloré, yeux en cristal | Muchaku et Seshin debout. | 193,0 cm (Muchaku), 190,9 cm (Seshin) | Bâtiment octogonal nord (北円堂, hokuen-dō), Kōfuku-ji, Nara, préfecture de Nara                                   | Muchaku (Asanga). Vue de face d'une statue réaliste gardant les mains en face de son corps avec une paume tournée et l'autre de côté, comme pour conserver quelque chose. Photographie noir et blanc. · Seshin. Front view of a lifelike statue. Both arms are bend with the palm of the left hand turned upward and the right hand pointing up. Black and white photograph. |
| Bonten (木造梵天立像, mokuzō bonten ryūzō) et Taishakuten (木造帝釈天立像, mokuzō taishakuten ryūzō),. | | Époque de Nara, seconde moitié du VIIIe siècle                                                               | Bois coloré | Bonten debout et Taishakuten debout | 186,2 cm (Bonten), 188,8 cm (Taishakuten) | Kon-dō de Tōshōdai-ji à Nara, préfecture de Nara                                                                   | |
| Yuima (木造維摩居士坐像, mokuzō yuima koji zazō),. | Sculptée par Jōkei sur une période de 56 jours et peinte par Kōen en 50 jours | Époque de Kamakura, 1196                                                                                     | Bois coloré selon la technique des blocs joints (yosegi), yeux en cristal                                                                  | Yuima assis | 88,6 cm | Bâtiment d'or de l'est (東金堂,, tōkon-dō), Kōfuku-ji, Nara, préfecture de Nara                                    | Vue de face d'une statue assise les jambes croisées placé sur un trône. Son bras droit repose sur sa jambe, le bras gauche est légèrement surélevé et plié. |
| Kannon (木造観音菩薩立像, mokuzō kannon bosatsu ryūzō) ou Kannon à neuf visages (九面観音, kumen kannon),. | Une des quatre statues de Kannon Bosatsu debout classées Trésor national à Hōryū-ji. Deux autres se trouvent également dans la galerie du Grand Trésor (大宝蔵院, daihōzō-in), tandis que la troisième Kannon Bosatsu est vénérée dans le bâtiment des rêves (夢殿, yumedono). | Dynastie Tang, VIIe siècle                                                                                   | Bois de santal, surface en bois naturel (素地, kiji)                                                                                       | Kannon debout | 37,6 cm | Galerie du grand Trésor (大宝蔵院, daihōzō-in), Hōryū-ji, Ikaruga, préfecture de Nara                              | Vue de face et de profil d'une statue debout avec son bras gauche plié en avant. Sur la tête il y a de petites têtes orientées dans des directions différentes. |
| Kannon (木造観世音菩薩立像, mokuzō kanzeon bosatsu ryūzō) or Kudara Kannon (百済観音),. | Une des quatre statues de Kannon Bosatsu debout classées Trésor national au Hōryū-ji. Deux autres se trouvent dans la galerie du Grand Trésor (大宝蔵院, daihōzō-in), tandis que la troisième statue de Kannon Bosatsu est vénérée dans le bâtiment des rêves (夢殿, yumedono). Il a été supposé qu'il s'agissait d'une œuvre d'artisans coréens.                                                                                      | Période Asuka, milieu du VIIe siècle                                                                         | Bois coloré | Kannon debout | 209,4 cm | Galerie du Grand Trésor (大宝蔵院, daihōzō-in), Hōryū-ji, Ikaruga, préfecture de Nara                              | Vue de trois-quarts d'une statue grande et très mince portant un vase avec deux doigts de sa main gauche. Son bras droit est courbé avec la paume de sa main droite vers le haut. Une auréole sur un mât est vue derrière la statue. |
| Kannon (木造観世音菩薩立像, mokuzō kanzeon bosatsu ryūzō) or 救世観音 (Guze Kannon). | Plus ancienne statue en bois existante au Japon. Une des quatre statues de Kannon Bosatsu debout répertoriée Trésor national à Hōryū-ji. Les autres se trouvent dans la galerie du Grand Trésor (大宝蔵院, daihōzō-in). | Période Asuka, première moitié du VIIe siècle, vers 620                                                      | Bloc unique de bois de camphre, feuille d'or cousue (箔押, hakuoshi)                                                                       | Kannon debout | 178,8 cm | Bâtiment des rêves (夢殿, yumedono) du Hōryū-ji, Ikaruga, préfecture de Nara                                       | Vue de face d'une statue debout avec une grande robe et portant un petit récipient en face de son corps. Il y a une grande auréole derrière la tête de la statue. |
| Tamayorihime (木造玉依姫命坐像, mokuzō tamayorihime no mikoto zazō). | Probablement par un sculpteur de l'école Kei | Époque de Kamakura, 1251                                                                                     | Bois, technique yosegi-zukuri (寄木造), yeux en cristal                                                                                    | Tamayorihime assis | 83 cm | Yoshino Mikumari-jinja, Yoshino, préfecture de Nara                                                                | Head and shoulder portrait of a female statue with long hair, painted eyebrows, colored lips and cloths. |
| Kongōrikishi (Niō) (木造金剛力士立像, mokuzō kongōrikishi ryūzō). | | Époque de Kamakura, 1288                                                                                     | Bois coloré, yeux en cristal | Paire de Niō debout : Agyō (阿形) et Ungyō (吽形) | 154,0 cm (Agyō) et 153,7 cm (Ungyō) | Maison du Trésor national (国宝館, kokuhōkan), Kōfuku-ji, Nara, préfecture de Nara                                 | |
| Kongōrikishi (Niō) (木造金剛力士立像, mokuzō kongōrikishi ryūzō). | Sculptée par Kaikei et Unkei. Il existe une autre paire de Kongōrikishi (Trésor national) au Hokke-dō (法華堂), Tōdai-ji. | Époque de Kamakura, 1203                                                                                     | Bois coloré | Paire de Niō debout : Agyō (阿形) et Ungyō (吽形) | 836,3 cm (Agyō) et 842,3 cm (Ungyō) | Nandaimon (南大門), Tōdai-ji, Nara, préfecture de Nara                                                             | Agyō. Front view of a scary statue carrying a spear like object in his right hand and the palm of his left hand facing the viewer with fingers spread. Sculpted breastplate and necklace are visible. · Ungyō. Front view of a scary statue with the right arm raised and carrying a weapon in his lowered left arm. Sculpted breastplate and necklace are visible. |
| Quatre rois célestes (木造四天王立像（金堂安置）, mokuzō shitennō ryūzō),. | Sculptée par Yamaguchi no Ōguchi atai (山口大口費) et al. | Période Asuka, vers 650                                                                                      | Bois coloré et découpe de feuille d'or (截金 (kirikane)) sur bois                                                                          | Quatre Rois célestes debout | 133,3 cm (Jikoku-ten), 134,8 cm (Zōjō-ten), 133,3 cm (Kōmoku-ten), 134,2 cm (Tamon-ten) | Kon-dō de Hōryū-ji à Ikaruga, préfecture de Nara                                                                   | |
| Quatre rois célestes (木造四天王立像（金堂安置）, mokuzō shitennō ryūzō),. | | Époque de Nara, seconde moitié du VIIIe siècle                                                               | Bois coloré | Quatre Rois célestes debout | 185,0 cm (Jikoku-ten), 187,2 cm (Zōjō-ten), 186,3 cm (Kōmoku-ten), 188,5 cm (Tamon-ten) | Kon-dō de Tōshōdai-ji à Nara, préfecture de Nara                                                                   | |
| Quatre rois célestes (木造四天王立像, mokuzō shitennō ryūzō),. | Il existe trois ensembles de Quatre Rois célestes classés Trésor national au Kōfuku-ji. Les autres sont situés dans le bâtiment octogonal nord (北円堂, hokuen-dō) et le bâtiment octogonal sud (南円堂, nan'endō). | Époque de Heian, début du IXe siècle                                                                         | Bois coloré selon la technique des blocs uniques (ichiboku) et découpe de feuille d'or (截金 (kirikane)) sur bois                          | Quatre Rois célestes debout | 162,5 cm (Jikoku-ten), 161,0 cm (Zōjō-ten), 164,0 cm (Kōmoku-ten), 153,0 cm (Tamon-ten) | Bâtiment d'or de l'est (東金堂,, tōkon-dō), Kōfuku-ji, Nara, préfecture de Nara                                    | |
| Quatre rois célestes (木造四天王立像, mokuzō shitennō ryūzō),. | Sculptée par Kōkei. Il existe trois ensembles des quatre Rois célestes répertoriés Trésor national à Kōfuku-ji. les autres se trouvent dans le bâtiment octogonal du nord (北円堂, hokuen-dō) et dans le bâtiment d'or de l'est (東金堂,, tōkon-dō). | Époque de Kamakura, 1189                                                                                     | Bois coloré | Quatre Rois célestes debout | 206,6 cm (Jikoku-ten), 197,5 cm (Zōjō-ten), 200,0 cm (Kōmoku-ten), 197,2 cm (Tamon-ten) | Bâtiment octogonal sud (南円堂, nanendō), Kōfuku-ji, Nara, préfecture de Nara                                      | |
| Shakyamuni (Shaka Nyorai) et deux assistants (木造釈迦如来及両脇侍坐像, mokuzō shaka nyorai oyobi ryōwakiji zazō). | | Époque de Heian, 925–931                                                                                     | En bois de cerisier à partir d'un seul arbre, feuille d'or sur laque (漆箔 (shippaku)                                                      | Shaka Nyorai assis et deux assistants. | 227,9 cm (Shaka), 155,7 cm (gauche att.), 153,9 cm (right att.) | Sanctuaire intérieur (上御堂, Kami no mi-dō), Hōryū-ji, Ikaruga, préfecture de Nara                                | |
| Shakyamuni (Shaka Nyorai) (木造釈迦如来坐像, mokuzō shaka nyorai zazō). | | Époque de Heian, fin du VIIIe siècle                                                                         | Bois coloré | Shaka Nyorai assis | 105,7 cm | Bâtiment de Miroku (弥勒堂, miroku-dō), Murō-ji, Uda, préfecture de Nara                                           | |
| Shakyamuni (Shaka Nyorai) (木造釈迦如来立像, mokuzō shaka nyorai ryūzō). | | Époque de Heian, fin du IXe siècle                                                                           | Bois coloré | Shaka Nyorai Debout | 237,7 cm | Kon-dō de Murō-ji à Uda, préfecture de Nara                                                                        | |
| Déesse de la compassion aux onze visages (木造十一面観. 音立像, mokuzō jūichimenkannon ryūzō), | | Époque de Heian, fin du IXe siècle                                                                           | Bois coloré | Jūichimen Kannon debout | 195,1 cm | Kon-dō de Murō-ji à Uda, préfecture de Nara                                                                        | Almost frontal view of the head and chest of a statue. A number of small heads and small statues are placed on top of the head. |
| Déesse de la compassion aux onze visages (木造十一面観音立像, mokuzō jūichimenkannon ryūzō),. | | Époque de Heian, première moitié du IXe siècle                                                               | Bois, surface en bois naturel (素地, kiji)                                                                                                 | Jūichimen Kannon debout | 100,0 cm | Hon-dō de Hokke-ji à Nara, préfecture de Nara                                                                      | Frontal view of the head of a sculpture of a deity. A number of small heads and small statues are placed on top of the head. |
| Douze Généraux célestes (木造十二神将立像, mokuzō jūni shinshō ryūzō),. | Apparemment chacune des statues a été sculptée par un sculpteur différent | Époque de Kamakura, 1207                                                                                     | Bois coloré et découpe de feuille d'or (截金 (kirikane)) sur bois                                                                          | Les douze Généraux célestes debout | 113,0 × 126,4 cm | Bâtiment doré de l'est (東金堂, tōkon-dō), Kōfuku-ji, Nara, préfecture de Nara                                     | Three-quarter view of a standing statue. The right arm is bend with the right hand in front of the breast. The left arm is also bend with the palm of the left hand pointing upward. |
| Shunjō (prêtre) (木造俊乗上人坐像, mokuzō shunjō shōnin zazō) | | Époque de Kamakura, vers 1206                                                                                | Bois d'hinoki coloré | Chōgen assis | 81,4 cm | Shunjō-dō (俊乗堂), Tōdai-ji, Nara, préfecture de Nara                                                             | |
| Prince Shōtoku et quatre assistants (木造聖徳太子坐像, mokuzō shōtoku taishi zazō), | | Époque de Heian, 1121                                                                                        | Bois coloré et découpe de feuille d'or (截金 (kirikane)) sur bois                                                                          | Le Prince Shōtoku assis entouré de quatre personnages assis : son frère cadet Eguri (山背), premier fils Yamashiro (殖栗), le prêtre Eji et Somaro (卒末呂) | 84,2 cm (Shōtoku), 53,9 cm (Eguri), 63,9 cm (Yamashiro), 63,9 cm (Eji), 52,4 cm (Somaro) | 聖霊院 (Shōryō-in), Hōryū-ji, Ikaruga, préfecture de Nara                                                          | |
| Kannon au mille bras (木造千手観音立像, mokuzō senjū kannon ryūzō),. | Réalisée par un sculpteur de l'école Keiha (慶派). Ancienne image principale du réfectoire (食堂, jiki-dō) | Époque de Kamakura, vers 1220                                                                                | Bois d'hinoki, feuille d'or sur laque (漆箔 (shippaku)), yeux en cristal                                                                   | Kannon au mille bras debout | 520,5 cm | Maison du Trésor national (国宝館, kokuhōkan), Kōfuku-ji, Nara, préfecture de Nara                                 | |
| Hachiman sous l'apparence d'un moine assis (木造僧形八幡神坐像, mokuzō sōgyō hachimanjin zazō) | Sculptée par Kaikei | Époque de Kamakura, 1201                                                                                     | Bois d'hinoki coloré | Hachiman assis | 87,1 cm | Hachiman-dono (八幡殿), Tōdai-ji, Nara, préfecture de Nara                                                         | |
| Dainichi Nyorai (木造大日如来坐像, mokuzō dainichi nyorai zazō). | Sculptée par Unkei. | Époque de Heian, 1176                                                                                        | Bois, feuille d'or sur laque (漆箔 (shippaku)), yeux en cristal                                                                            | Dainichi Nyorai assis | 98,8 cm | Tahōtō, Enjō-ji, Nara, préfecture de Nara                                                                          | Vue de face d'une statue représentée portant une couronne et montrant la Vajra Mudrā, enfermant l'index de la main gauche avec le poing de la main droite. |
| Jizō Bosatsu (木造地蔵菩薩立像, mokuzō jizō bosatsu ryūzō),. | | Époque de Heian, IXe siècle                                                                                  | Bois | Jizō Bosatsu debout | 172,7 cm | Galerie du Grand Trésor (大宝蔵院, daihōzō-in), Hōryū-ji, Ikaruga, préfecture de Nara                              | |
| Bishamonten (木造毘沙門天立像（金堂安置）, mokuzō bishamonten ryūzō) et Kichijōten (木造吉祥天立像（金堂安置）, mokuzō kichijōten ryūzō) | | Époque de Heian, 1078                                                                                        | Bois coloré et découpe de feuille d'or (截金 (kirikane)) sur bois                                                                          | Jizō Bosatsu debout | 123,2 cm (Bishamonten), 116,7 cm (Kichijōten) | Kon-dō de Hōryū-ji à Ikaruga, préfecture de Nara                                                                   | |
| Fukū Kensaku Kannon (木造不空羂索観音立像, mokuzō fukū kensaku kannon ryūzō). | Sculptée par Kōkei | Époque de Kamakura, 1189                                                                                     | Bois, feuille d'or sur laque (漆箔 (shippaku)                                                                                              | Fukū Kensaku Kannon assis | 341,5 cm | Bâtiment octogonal sud (南円堂, nan'endō), Kōfuku-ji, Nara, préfecture de Nara                                     | |
| Monju Bosatsu (木造文殊菩薩坐像, mokuzō monju bosatsu zazō),. | Œuvre d'un sculpteur de l'école Kokei | Époque de Kamakura, 1196                                                                                     | Bois d'hinoki coloré selon la technique des blocs assemblés (yosegi), peinture d'or, yeux en cristal                                       | Monju Bosatsu assis | 93,9 cm | Bâtiment doré de l'est (東金堂, tōkon-dō), Kōfuku-ji, Nara, préfecture de Nara                                     | Vue de trois-quarts d'une statue aux jambes croisées assise sur un trône. Les deux bras reposent sur ses jambes. Les cheveux sont sculptés avec chignon qui soutient un écrin sacré. |
| Bodhisattva en position demi lotus (木造菩薩半跏像, mokuzō bosatsu hankazō) ou Nyoirin Kannon (如意輪観音),. | Il avait été à tort vénéré comme Nyoirin Kannon. | Période Asuka, seconde moitié du VIIe siècle                                                                 | Bois de camphrier coloré | Nyoirin Kannon à demi dans la position du lotus | 87,0 cm | Hon-dō de Chūgū-ji à Ikaruga, préfecture de Nara                                                                   | Vue de trois-quarts d'une statue assise en demi-lotus. Le pied droit repose sur la partie supérieure de la jambe gauche, le coude droit repose sur le genou droit avec la main droite près de la tête. Les cheveux de la statue sont sculptés avec deux chignons. Il y a une auréole derrière la tête de la statue. |
| Six Patriarches de la secte Hossō-shū (木造法相六祖坐像, mokuzō hossō rokuso zazō),. | Sculptée par Kōkei | Époque de Kamakura, 1188–1189                                                                                | Bois d'hinoki coloré, yeux en cristal | Six patriarches de la secte Hossō-shū : Jōtō (常騰), Shinei (神叡), Zenshu (善珠), Genbō (玄昉), Genpin (玄賓), Gyōga (行賀) | 73,3 cm (Jōtō), 81,2 cm (Shinei), 83,0 cm (Zenshu), 84,8 cm (Genbō), 77,2 cm (Genpin), 74,8 cm (Gyōga) | Bâtiment octogonal du sud (南円堂, nan'endō), Kōfuku-ji, Nara, préfecture de Nara                                  | Gyōga. Frontal view of a seated monk with the left leg propped up. |
| Miroku Bosatsu (木造弥勒仏坐像, mokuzō miroku butsu zazō),. | Sculptée par Unkei | Époque de Kamakura, 1212                                                                                     | Bois, feuille d'or sur laque (漆箔 (shippaku)                                                                                              | Miroku Bosatsu assis | 141,5 cm | Bâtiment octogonal du nord (北円堂, hokuen-dō), Kōfuku-ji, Nara, préfecture de Nara                                | |
| Yakushi Nyorai et deux assistants (木造薬師如来及両脇侍坐像, mokuzō yakushi nyorai oyobi ryōkyōji zazō),. | | Époque de Heian, fin du Xe siècle                                                                            | Bois d'hinoki à partir d'un seul arbre, feuille d'or sur laque (漆箔 (shippaku)                                                            | Yakushi Nyorai (Bouddha de la guérison) assis et deux assistants assis : Nikkō Bosatsu et Gakkō Bosatsu (bodhisattvas du Soleil et du clair de Lune) | 247,2 cm (Yakushi), 172,1 cm (chaque assistant) | Bâtiment de lecture (講堂, Kō-dō) du Hōryū-ji à Ikaruga, préfecture de Nara                                        | |
| Yakushi Nyorai (木造薬師如来坐像, mokuzō yakushi nyorai zazō),. | | Époque de Heian, IXe siècle                                                                                  | Bois de kaya coloré à partir d'un seul arbre                                                                                               | Yakushi Nyorai assis | 49,7 cm | Musée national de Nara, Nara, préfecture de Nara                                                                   | |
| Yakushi Nyorai (木造薬師如来坐像, mokuzō yakushi nyorai zazō),. | | Époque de Heian, fin du VIIIe siècle                                                                         | Bois de kaya à partir d'un arbre unique, surface en bois naturel (素地, kiji)                                                              | Yakushi Nyorai assis | 191,5 cm | Hon-dō de Shin-Yakushi-ji à Nara, préfecture de Nara                                                               | |
| Yakushi Nyorai (木造薬師如来立像, mokuzō yakushi nyorai ryūzō),. | | Époque de Heian, début du IXe siècle                                                                         | Bois de kaya à partir d'un seul arbre, surface en bois naturel (素地, kiji)                                                                | Yakushi Nyorai debout | 164,8 cm | Hon-dō de Gangō-ji à Nara, préfecture de Nara                                                                      | |
| Rōben (prêtre) (木造良弁僧正坐像, mokuzō rōben sōjō zazō) | | Époque de Heian, fin du IXe siècle                                                                           | Bois coloré d'un seul hinoki | Rōben assis | 92,4 cm | Bâtiment des fondateurs (開山堂, kaisan-dō), Tōdai-ji, Nara, préfecture de Nara                                    | |
| Hayatama (木造熊野速玉大神坐像, mokuzō kumano hayatama ōkami zazō), Fusumi (木造夫須美大神坐像, mokuzō fusumi ōkami zazō), Ketsumiko (木造家津御子大神坐像, mokuzō ketsumiko ōkami zazō), Kunitokotatchi (木造国常立命坐像, mokuzō kunitokotachi no mikoto zazō),. | | Début de l'époque de Heian, IXe siècle                                                                       | Bois coloré | Quatre dieux shintō assis : Hayatama, Fusumi, Ketsumiko, Kunitokotatchi | 101,2 cm (Hayatama), 98,5 cm (Fusumi), 81,2 cm (Ketsumiko), 80,3 cm (Kunitokotatchi) | Kumano Hayatama-taisha, Shingū, Préfecture de Wakayama                                                             | |
| Sanctuaire bouddhiste miniature (木造諸尊仏龕, mokuzō shoson butsugan) | Statue rapportée de Chine par Kūkai | Dynastie Tang, VIIIe siècle                                                                                  | Bois de Santal, surface en bois naturel (素地,, kiji)                                                                                      | Divers images bouddhistes | 23,1 cm | Bâtiment du Trésor (霊宝館, reihōkan), Kongōbu-ji, Kōya, Préfecture de Wakayama                                    | |
| Kannon au mille bras (木造千手観音立像, mokuzō senjū kannon ryūzō) et deux bodhisattvas (木造菩薩立像, mokuzō bosatsu ryūzō),. | Combinaison inhabituelle de divinités dans cette triade | Époque de Heian, seconde moitié du IXe siècle                                                                | Bois en provenance d'un seuil arbre, feuille d'or sur laque (漆箔 (shippaku)                                                               | Kannon au mille bras debout et deux bodhisattvas debout qui pourraient être Nikkō Bosatsu et Gakkō Bosatsu (bodhisattvas du Soleil et du clair de Lune) | 294,2 cm (Kannon), 241,5 cm (Nikkō), 242,4 cm (Gakkō) | 宝佛殿 (Hōbutsuden), Dōjō-ji (道成寺), Hidakagawa, Préfecture de Wakayama                                          | |
| Huit serviteurs de Fudō Myōō (木造八大童子立像, mokuzō hachidai dōji ryūzō),. | Seules six des huit statues datent de l'époque de Kamakura et sont classées « Trésors nationaux ». Les deux autres, (Anokuda (阿耨達) et Shitoku (指徳)), ont été faites au cours du XIVe siècle et ne sont pas incluses dans cette nomination. Sculptée par Unkei. Statue anciennement vénérée dans le Fudō-dō (不動堂) | Époque de Kamakura, 1197                                                                                     | Bois coloré d'hinoki, yeux en cristal | Six des huit assistants de Fudō Myōō : Ekō (慧光), Eki (慧喜), Ukubaga (烏倶婆誐), Shōjō Biku (清浄比丘), Kongara (矜羯羅), Seitaka (制多迦) | 96,6 cm (Ekō), 98,8 cm (Eki), 95,1 cm (Ukubaga), 97,1 cm (Shōjō), 95,6 cm (Kongara), 103,0 cm (Seitaka) | Bâtiment du Trésor (霊宝館, reihōkan), Kongōbu-ji, Kōya, Préfecture de Wakayama                                    | |
| Miroku Bosatsu (木造弥勒仏坐像, mokuzō miroku butsu zazō) | | Époque de Heian, 892                                                                                         | Bois coloré d'un seul hinoki | Miroku Bosatsu assis | 91,0 cm | Jison-in, Kudoyama, Préfecture de Wakayama                                                                         | |
| Bouddhas de pierre de Usuki (臼杵磨崖仏, Usuki magaibutsu),. | Seules sculptures « Trésor national » en pierre. | Fin de l'époque de Heian – début de l'époque de Kamakura                                                     | Pierre colorée | 59 statues au total, réparties en quatre groupes. (i) groupe Furuzono (古園石仏, furuzono sekibutsu): 13 statues; (ii) groupe Sannō (山王山石仏, sannōzan sekibutsu): 3 statues; (iii) groupe Hoki (ホキ石仏, hoki sekibutsu), 1er grotte : 25 statues (iv) groupe Hoki, 2e grotte : 18 statues | 26,8 × 280,0 cm | Usuki, Préfecture d'Ōita                                                                                           | Photographie d'une rangée d'environ. dix statues de pierre assise en face d'un rocher. Vue de trois-quarts. L'une des statues est environ deux fois plus grande que les autres. |